# ميخائيل ليونز
ميخائيل ليونز (بالإنجليزية: Michael Lyons)‏ هو نحات بريطاني، ولد في 10 يوليو 1943 في بيلستون ‏ في المملكة المتحدة، وتوفي في 19 أبريل 2019 في Cawood ‏ في المملكة المتحدة.